# Kănevův dům
Kanev dům (bulharsky Kăneva kăšta) je budova z období bulharského národního obrození, nacházející se v komplexu etnografického muzea v těsné blízkosti Popova domu ve staré části města Bracigovo v Pazardžické oblasti v jižním Bulharsku. Má statut kulturní památky.

## Charakteristika
Kanev dům byl postaven v 19. století. Restaurován byl v roce 1986. Slouží jako městské etnografické muzeum s expozicemi o bydlení, oblečení, řemeslech, zvycích a obyčejích obyvatel Bracigova a okolí.
Expozice má několik hlavních témat: "Zemědělství", "dřevozpracování" a "Řemesla". Nachází se zde vystaveny velké množství původních nástrojů, tradičních oděvů regionu a také materiálů spojených s místními svátky a oslavami. Z hlediska ubytování je zde možné vidět tři interiéry obydlí: bohaté rodiny, rodiny střední třídy a chudé selské rodiny.